# Jakob Novak
Jakob Novak (sinh 4 tháng 3 năm 1998) là một cầu thủ bóng đá Slovenia thi đấu cho Rudar Velenje mượn từ Olimpija Ljubljana.

## Sự nghiệp câu lạc bộ
Anh ra mắt chuyên nghiệp ở Slovenian PrvaLiga cho Olimpija Ljubljana ngày 18 tháng 7 năm 2015 trong trận đấu với ND Gorica.